# Dánfalva
Dánfalu település Romániában, Máramaros megyében.

## Fekvése
Máramaros megye nyugati részén, Erdőszádától délre, a Szamos jobb partján található település.

## Története
Dánfalva Kővár tartozéka volt, és a Kővári uradalom sorsában osztozott.
Nevét 1405-ben  már említették a korabeli oklevelek Daanfalu, majd 1424-ben Danfalva
néven.
A 15. században birtokosai a Drágfiak  voltak, majd a család magvaszakadtával hol az erdélyi fejedelem, hol a magyar király birtoka volt egészen a 18. századig.
A 18. században a gróf Teleki család tulajdona lett a települést.
Borovszky a 20. század első éveiben írta a településről: "oláh kisközség a Szamos folyó mellett. Van benne 51 ház és 202 görögkatolikus oláh lakos. Határa 450 k.hold. Postája, távírója és vasúti állomása Fehérszék-en van.
A település az 1900-as évek elején még Szatmár vármegyéhez tartozott.

## Nevezetességek
- Görögkatolikus templom – 1820-ban épült.